# ولکیل
ولکیل (به انگلیسی: Vellakoil) یک زیستگاه انسانی در هند است که در Tiruppur district واقع شده‌است.

## خصوصیات
ولکیل ۴۰٬۳۵۹ نفر جمعیت دارد و ۲۳۱ متر بالاتر از سطح دریا واقع شده‌است.